# 贾晓东 (1961年)
贾晓东（1961年5月—），男，汉族，吉林长春人，中华人民共和国政治人物，现任吉林省人大常委会副主任，民建吉林省委主委。